# Hall da Fama IBJJF
Lista de competidores indicados ao Hall da Fama do Jiu-jitsu brasileiro pela Federação Internacional de Jiu-Jitsu Brasileiro (IBJJF), uma empresa com fins lucrativos que organiza alguns dos maiores torneios de Jiu-jitsu brasileiro no mundo. A lista inclui atletas que alcançaram resultados extraordinários em suas carreiras competitivas (pelo menos 4 títulos mundiais) ou que tiveram um impacto genuíno e abrangente no esporte e na arte do jiu-jitsu.

## Indicados

### Feminino
Fonte
- Luanna Alzuguir, (2014⁠)
- ⁠⁠Bianca Andrade, (2014⁠)
- Gabi Garcia, (2014⁠)
- Kyra Gracie, (2014⁠)
- Beatriz Mesquita, (2022)
- Michelle Nicolini, (2014⁠)[5]
- Leticia Ribeiro, (2014⁠)
- Hannette Staack, (2014⁠)

### Masculino
Fonte
- Marcus Almeida, (2014⁠)
- Romulo Barral, (2014⁠)
- Romero Cavalcanti, (2016⁠)
- Bernardo Faria, (2022)
- André Galvão, (2022)
- Marcelo Garcia, (2014⁠)
- Carlos Gracie Jr., (2016⁠)
- Carlson Gracie, (2016⁠)
- Roger Gracie, (2014⁠)
- Rolls Gracie, (2016⁠)
- Royler Gracie, (2014⁠)[6]
- Fábio Gurgel, (2014⁠)
- Lucas Lepri, (2022)[7]
- Leandro Lo (2023)[8]
- Rubens Charles Maciel, (2014⁠)
- Roberto Magalhães, (2014⁠)
- Bruno Malfacine, (2014⁠)
- Guilherme Mendes, (2022)
- Rafael Mendes, (2022)
- Robson Moura, (2014⁠)
- Alexandre Ribeiro, (2014⁠)
- Saulo Ribeiro, (2014⁠)
- Rodolfo Vieira, (2014⁠)